# (4105) Tsia
(4105) Tsia (1989 EK) – planetoida z pasa głównego asteroid okrążająca Słońce w ciągu 4,44 lat w średniej odległości 2,7 j.a. Odkryta 5 marca 1989 roku.